# Lumbricus
Il genere Lumbricus comprende circa 700 specie di anellidi terrestri della sottoclasse oligochaeta, tra i quali alcuni dei lombrichi più diffusi in Eurasia e Nord America.

## Funzioni ecologiche nel suolo
Numerose specie appartenenti alla famiglia dei lombrichi ingeriscono grandi quantità di suolo (geofagia), questi si nutrono principalmente di residui organici presenti nel suolo, come lettiera e sterco.
Alcune specie (es. Lumbricus rubellus) vivono nello strato più superficiale del suolo, mentre altre (es. Lumbricus terrestris) scavano gallerie semi-verticali profonde da alcuni decimetri a oltre due metri, nelle quali trascinano detriti organici dalla superficie per nutrirsene. Queste ultime specie tendono ad avere dimensioni maggiori (fino a 25 cm di lunghezza per L. terrestris) e producono gallerie permanenti, che favoriscono i movimenti idrici nel suolo e che, se non disturbate da perturbazioni (ad esempio l'aratura del terreno), possono mantenersi intatte per anni anche in assenza di un lombrico residente.
Incorporando materiale organico nel suolo, sminuzzandolo e accelerandone la degradazione da parte di organismi più piccoli, questi invertebrati contribuiscono ai processi di decomposizione, e favoriscono la stabilizzazione della sostanza organica del suolo con le loro attività di scavo e la produzione di aggregati stabili nelle feci. Per i loro molteplici effetti sulla struttura fisica e il funzionamento biochimico del suolo hanno una notevole importanza ecologica. Già Charles Darwin, con il suo ultimo libro dedicato agli studi su questo animale, aveva attribuito al lombrico una grande importanza per la fertilizzazione del terreno vegetale.

## Categorie
Secondo Bouché si distinguono tre categorie di lombrichi:
- gli epigei vivono solo nella lettiera e sono incapaci di muoversi nel suolo minerale;
- gli endogei, consumando sostanza minerale e sostanza organica che viene integrata alla prima, non giungono la superficie e non fanno turriculi;
- gli anecici consumano la lettiera e lasciano le loro feci (turriculi) alla superficie del suolo mescolando sostanza organica con gli orizzonti profondi[9].

## Riproduzione
I lombrichi sono ermafroditi insufficienti. Gli apparati riproduttori maschili e femminili si trovano in segmenti diversi. Un ispessimento detto clitello, ricco di ghiandole mucipare, permette l'adesione dei due individui, che si accoppiano disponendosi in versi opposti. Se sufficientemente grandi, dai metameri possono ricrescere tutti gli organi vitali.